# Distrikt San Pedro (Ocros)
Der Distrikt San Pedro liegt in der Provinz Ocros in der Region Ancash in West-Peru. Der Distrikt wurde am 17. Januar 1945 gegründet. Er hat eine Fläche von 550 km². Beim Zensus 2017 wurden 670 Einwohner gezählt. Im Jahr 1993 betrug die Einwohnerzahl 614, im Jahr 2007 1477. Die Distriktverwaltung befindet sich in der 2219 m hoch gelegenen Ortschaft Copa mit 242 Einwohnern (Stand 2017). Copa liegt 10 km westnordwestlich der Provinzhauptstadt Ocros.

## Geographische Lage
Der Distrikt San Pedro liegt am Westrand der peruanischen Westkordillere im Westen der Provinz Ocros. Die Quebrada Choque, ein linker Nebenfluss des Río Fortaleza, sowie die Quebrada de La Rinconada entwässern das Areal nach Westen. 
Der Distrikt San Pedro grenzt im Südwesten an den Distrikt Pativilca, im Nordwesten an den Distrikt Paramonga (beide in der Provinz Barranca), im Norden an den Distrikt Colquioc (Provinz Bolognesi), im Nordosten an den Distrikt Congas, im Osten an den Distrikt Ocros sowie im Südosten an den Distrikt Cochas.